# Quino Falero
Quino Falero (Arrecife, 1968) es un creador escénico y gestor cultural español. En 2017 fundó Escena Lanzarote: Festival Internacional de Artes Escénicas, del que es director artístico; también conduce el programa de humor más longevo y de mayor audiencia de la Radio Televisión Canaria, En otra clave.

## Datos biográficos
Quino Falero nació en 1968 en Arrecife, capital de la isla canaria de Lanzarote, en una familia de tradición marinera. Desde joven formó parte de la compañía de teatro Regartija,liderado por el escritor lanzaroteño Félix Hormiga y se benefició del ambiente cultural innovador impulsado por el artista y activista ambiental lanzaroteño César Manrique. Manrique desempeñó un papel fundamental en la preservación del entorno natural de Lanzarote, pero también abrió la isla a una corriente artística vanguardista, lo que permitió a Quino Falero formarse en un entorno cultural diverso y adelantado para su tiempo en el archipiélago canario, Residió en Madrid desde 1993 hasta 2021, año en que se afincó en Las Palmas de Gran Canaria.

## Formación
Cursó la licenciatura en Filología Hispánica en la Universidad de La Laguna, en la isla de Tenerife, y después obtuvo el Certificado de Aptitud Pedagógica, esta vez en la Universidad de Las Palmas. Además, posee un máster en Artes Escénicas, y otro en Gestión y Liderazgo de Proyectos Culturales, ambos de la Universidad Rey Juan Carlos, de Madrid. Complementó su formación con varios cursos de especialización:
- Interpretación cinematográfica, en Madrid, dirigido por el actor y director de casting Paco Pino.[7]
- Acciones escénicas, en Barcelona, por el Instituto del Teatro.
- El arte de la comedia, también en Barcelona, por la compañía teatral Comediants.
- Dirección escénica, en Santander (Universidad Internacional Menéndez Pelayo), por el director de escena Luis Pascual,
- El arte del gesto en la interpretación, en Florencia (Italia), por la escuela de teatro de Vittorio Gassman.

## Trayectoria profesional

### Teatro
Ha dirigido una amplia variedad de obras de teatro, entre las que cabe destacar las siguientes:
- 1996: Historia de un soldado. Música original de Ígor Stravinski. Orquesta Filarmónica de Gran Canaria. Teatro Pérez Galdós de Las Palmas de Gran Canaria.
- 2002: La noche de Sabina. El musical de la princesa de los tejados.[8] Dramaturgia de Ignacio del Moral. Música original de Arístides Moreno. Teatro Cuyás de Las Palmas de Gran Canaria.
- 2004: Mentirosas. Premiada V Certamen La Torre de Babel del Festival de Teatro de Arnedo. Dramaturgia de Secun de la Rosa. Teatro Alfil de Madrid.
- 2005: La zapatera prodigiosa.[9] Dramaturgia de Federico García Lorca. Teatro Cuyás.
- 2008: Matrimonio de Boston.[10] Dramaturgia de David Mamet. Teatro Arlequín de Madrid.
- 2009: ¿Y esto a qué venía? Con Jorge Roelas. Estreno Teatro Arenal de Madrid.
- 2011: Ponte en lo peor.  [11]Dramaturgia de Yolanda García Serrano. Teatro Guiniguada.
- 2011: ¿Qué haces mañana?[12] Dramaturgia de Fran Antón López. Producción de 'Visible': Festival Internacional de Cultura LGTBIQ+ Teatro del Barrio, Sala Triángulo de Madrid.
- 2012: Cuando fuimos dos. Dramaturgia Nando López. Producción de 'Visible' Festival Internacional de Cultura LGTBIQ+ Teatro del Barrio, Sala Triángulo de Madrid. En el 2013 en el Teatro El Sol de York y en el Teatro Infanta Isabel de Madrid.
  - Incluido en los "Estudios sobre la presencia del marginalismo en tres ámbitos en el teatro del siglo XXI: sexo, raza e ideología",[13] dirigidos por José Romera Castillo en la Colección Teatro de la Editorial Verbum de Madrid.
- 2012/2013: El manual de la buena esposa.[14] Una comedia sobre la mujer en la dictadura franquista, con textos de Yolanda García Serrano, Miguel del Arco, Alfredo Sanzol, Juan Carlos Rubio, Verónica Fernández y Anna R. Costa. Estreno Teatro Lara y Teatro Muñoz Seca de Madrid. Cabe destacar que esta obra tuvo más de 300 representaciones,[3] marcando un hito en la trayectoria profesional de Quino Falero.
- 2013: Alegrías ¡las justas![15] Dramaturgia con textos de José Sanchis Sinisterra, Félix Sabroso, Yolanda García Serrano, Ignacio del Moral, Antonio Zancada, Paco Tomás y Carlos Molinero. Estreno Teatro Alfil de Madrid.
- 2013: Un burro volando. Platero en una aventura por las nubes.[16]  Dramaturgia de Irma Correa inspirada en Platero y yo de Juan Ramón Jiménez.  Teatro Cuyás de Las Palmas de Gran Canaria.
- 2014: Locos por el té.[17]Dramaturgia de Danielle Navarro-Haudecoeur y Patrick Haudecoeur (Premio Molière a la mejor comedia 2011). Versión española de Julián Quintanilla. Estreno Teatro Cofidis Gran Vía, Madrid.
- 2015: Me quedo muerta. Dramaturgia de Maxim Huerta. Sala Micro Teatro Madrid.
- 2015: Tamaño Familar.[18]Dramaturgia con textos de Ignacio del Moral, Anna Rodríguez Costa, Roberto Santiago, Juan Carlos Rubio, Yolanda García Serrano, y Alfredo Sanzol. Estreno Teatro Palacio Valdés de Avilés.

Durante la temporada teatral de 2016 dirigió varias obras, cuatro de las cuales estuvieron en cartel simultáneamente.
- 2016: Los amores diversos.[20]Dramaturgia de Fernando J. López. Con la actriz Rocío Vidal. Estreno absoluto en el XXXIII Festival de Teatro de Málaga y temporada en el Off del Teatro Lara de Madrid.
- 2016: Pánico.[21]Texto de Mika Myllyaho. Versión y dramaturgia de Fernando J. López. Estreno en el Teatro Palacio Valdés de Avilés y temporada en Teatros Luchana.
- 2016: Todo es mentira.[22]Guion original del cineasta Álvaro Fernández Armero. Adaptación de Luis Galán con dramaturgia de Álvaro Tato. Estreno en Teatro Lara y temporada en el Teatro Fígaro de Madrid.
- 2016: Las Harpías en Madrid.[23]Basada en la novela histórica de Alonso de Castillo Solórzano, coproducida y estrenada en el corral de comedias durante la 39.ª edición del Festival de Teatro Clásico de Almagro.
- 2016: Tres.[24]Dramaturgia de Juan Carlos Rubio. Teatro Lara de Madrid.
- 2017: #Malditos16.[25]Texto del escritor Nando López, que parte de la investigación dramatúrgica "Escritos en la Escena" del Centro Dramático Nacional, estrenada en el Teatro María Guerrero de Madrid.
- 2017: La lista de mis deseos.[26]Dramaturgia de Yolanda García Serrano, adaptación del superventas de Grégoire Delacourt, estrenada en el Teatro Federico García Lorca de Getafe, Madrid.
- 2019: Los Nocturnos.[27]Con música de Frédéric Chopin y dramaturgia de Irma Correa, estrenada en el Teatro Pérez Galdós.
- 2022:  La Umbría.[28]Una pieza de danza contemporánea basada en un poema dramático de Alonso Quesada en 1922, estrenada en el Teatro Cuyás. El texto se había llevado al cine en 1975 por el artista pintor y cineasta Pepe Dámaso, un material del que se ha inspirado para el montaje.[29]

### Televisión
- Dirige desde 2017 En otra clave, de Radio Televisión Canaria, programa de humor líder de audiencia en las islas.[30]
- Más allá del teatro, salto del teatro a la ficción televisiva del programa En otra clave, para la Radio Televisión Canaria.
- Premios Iris América 2024, ceremonia televisada en más de veinte cadenas de televisión de Hispanoamérica, para la Academia de Televisión.
- ¡Malo será! (¡Do teatro… á televisión!), programa de humor de la Corporación Radio e Televisión de Galicia (CRTVG).
- También Año Nuevo en el Atlántico, 8 amaneceres por La Palma, 8 faros en el Atlántico, La luz enciende el 2020, En hora canaria, 100 años con César Manrique, En sintonía...
- Ida y vuelta, programa cultural de entrevistas a creadores canarios por el mundo; y Locos de la cabeza y Esto es muy serio, concursos televisivos de humor de la Radio Televisión Canaria.

### Otros eventos
- Festival Internacional de Artes Escénicas Escena Lanzarote. Creador y director artístico para los Centros de Arte, Cultura y Turismo del Cabildo de Lanzarote.[31][32]
- Lanzarote Tierra de Mar. Creador y director de la Gala 2024 del Día de Canarias.[33]
- Andanzas de caminante. Creador y director de la Gala 2024 del Día de las Letras Canarias, homenaje al escritor canario Ángel Guerra.[34]
- XX Maratón de Monólogos. Asociación de Autores y Autoras de Teatro, Círculo de Bellas Artes de Madrid.
- I Muestra Monologospaña. Unión de Actores y Actrices.
- XV Salón Internacional del Libro Teatral de Madrid.
- XVI Gala Premios Max de Teatro.
- Gala XXIII Premios de la Unión de Actores y Actrices.
- Miembro del Jurado del Premio Acorán de la Comunidad Artística de las Islas Canarias. Festival Internacional de Danza Contemporánea de Canarias Masdanza.[35]
- Fundador y director de Futura Cultura Lab, laboratorio de proyectos culturales con sede en Canarias.

### Docencia
Quino Falero ha impartido cursos de formación en técnicas teatrales, tanto para actrices y actores como para docentes. Desde el año 2014 es profesor de Técnicas Teatrales, Creación Escénica y Recursos Pedagógicos para Docentes, en el Aula Teatral Teatraula, y profesor del Taller de Diseño de Dirección Personalizada, del Programa Pedagógico Teatrae, ambas del Teatro Cuyás.